# Левые республиканцы (Франция)
Левые республиканцы или Республиканская левая (фр. Gauche républicaine) — французская парламентская группа, первоначально неформальная, созданная частью республиканской оппозиции, располагавшейся слева в старом Законодательном органе времен Второй империи, заседавшей в Национальном собрании (избранном в 1871 году) в начале Третья республика, с 1876 года в Палате депутатов и Сенате. Неофициально называлась «группой четырех Жюлей» по именам своих лидеров: Жюль Греви, Жюль Фавр, Жюль Симон и Жюль Ферри.
В 1882 году преобразована в Демократический союз, который в 1885 году слился с радикалами из Республиканского союза, чтобы образовать Союз левых. Первоначально левая, группа постепенно правела, превратившись вначале в левых центристов, а со временем и правых центристов. С точки зрения исторической преемственности политических течений можно считать, что левые республиканцы образца 1871 года стали предшественниками парламентских правых XXI века.
Левые республиканцы в большинстве своём были социально консервативны, ориентированы на средний класс, относительно равнодушны к «рабочему вопросу», полагали, что прогресс общества и республики начинается прежде всего через школу.

## Создание
Группа объединяла умеренных республиканцев либерального толка, также называемых республиканцами-оппортунистами, и располагалась между крайне левыми радикалами Леона Гамбетты и «левоцентристами» Адольфа Тьера. Её главными лидерами являлись Жюль Греви (президент Франции в 1879—1888 годах), Жюль Ферри (премьер-министр в 1880—1881 и 1883—1885 годах) и Жюль Симон (премьер-министр в 1876—1877 годах).
В Палате депутатов, избранной в 1876 году, у левых республиканцев была самая большая группа — 193 депутата. Но ей пришлось упорно бороться с маршалом Мак-Магоном, монархистом, избранным Национальным собранием президентом республики в 1873 году. Конфликт привёл к кризису 16 мая 1877 года, который завершился роспуском Палаты. Однако на досрочных выборах победу одержала Республиканская коалиция. После 2-летней борьбы с республиканским большинством Мак-Магон в январе 1879 года ушёл в отставку, оставив поле открытым для умеренных во главе с Гамбеттой. По итогам выборов 1881 года левые республиканцы стали второй группой в нижней палате по численности после Республиканского союза — 168 депутатов.

## 1880-е: сдвиг вправо к центру
После ухода Мак-Магона левые республиканцы, представитель которых Жюль Греви стал новым президентом республики, доминировали на политической сцене в течение следующих двадцати лет. Именно из их числа выбирались президенты и премьер-министры, назначались большинство министров и высокопоставленных чиновников.
Слово «левые» в названии группы было связано с её положением по отношению к монархистам, сидящим справа, а также с повторяющейся тенденцией во французской политике, известной как «синистризм». С усилением радикалов, олицетворяемых Жоржем Клемансо, заклятым врагом Жюля Ферри, приходом социалистов и в то же время ослаблением, а затем почти полным исчезновением с политической сцены монархистов и бонапартистов, левые республиканцы стали сдвигаться вправо, постепенно переместившись на правый центр. Важным факторов успеха левых республиканцев был страх избирателей перед как реставрацией (монархической и бонапартистской), так и диктаторской республикой.
В феврале 1882 года, после падения правительства» Леона Гамбетты, группа получила название Демократический союз. Её члены поддерживали все последующие кабинеты до 1885 года, образуя «министерское большинство» (majorité ministérielle).
После выборов 1885 года группа объединилась в Союз левых с двумя другими умеренно-республиканскими группами: членами Республиканского союза Гамбетты (умер в 1882) и остатками Левого центра.

## Известные члены
- Эммануэль Араго, депутат (1871—1876) и сенатор (1876—1896)[5][6]
- Жан-Батист Бийо, военный министр Франции (1882—1883)[5]
- Сади Карно, депутат (1871—1887) и министр[7]
- Луи-Адольф Кошри, депутат (1871—1888) и министр[8]
- Шарль Дюклерк, бессменный сенатор (1875—1888), министр, премьер-министр (1882—1883)[9]
- Паскаль Дюпра, депутат (1871—1881)[8]
- Жюль Фавр, депутат и сенатор[10]
- Фердинан Герольд, сенатор (1876—1882)[11]
- Жозеф Маньен, депутат (1871—1876), бессменный сенатор (1875—1910), управляющий Банком Франции (1881—1897)[12]
- Жюль Симон, депутат (1871—1875), бессменный сенатор (1875—1896), премьер-министр (1876—1877)[5]
- Шарль Мазо, депутат (1871—1876), сенатор (1876—1903)[6]
- Ипполит Лазар Карно, депутат (1871—1876) и бессменный сенатор (1875—1888)[5][13]
- Жюль Ферри, депутат (1871—1889), министр, премьер-министр (1880—1881 и 1883—1885)[8][14]